# جنوب ایووا جیما
جنوب ایووا جیما (به ژاپنی: 南硫黄島, Minami-Iōjima)، از ۱۸ ژوئن ۲۰۰۷ و همچنین قبلاً به عنوان سانتو آگوستینو شناخته می‌شد، یک جزیره خالی از سکنه یا جزیره متروک به مساحت ۳٫۴ کیلومتر مربع (۱٫۳ مایل مربع) در شمال اقیانوس آرام است.